# Sa mạc Sahara
Sahara (tiếng Ả Rập: الصحراء الكبرى, aṣ-Ṣaḥrāʾ al-Kubrā , nghĩa là sa mạc lớn) là sa mạc lớn nhất trên Trái Đất, là hoang mạc lớn thứ 3 trên Trái Đất (sau Châu Nam Cực và  Bắc Cực), với diện tích hơn 9.000.000 km², xấp xỉ diện tích của Hoa Kỳ và Trung Quốc. Sahara ở phía bắc châu Phi và có tới 2,5 triệu năm tuổi.

## Tổng quan

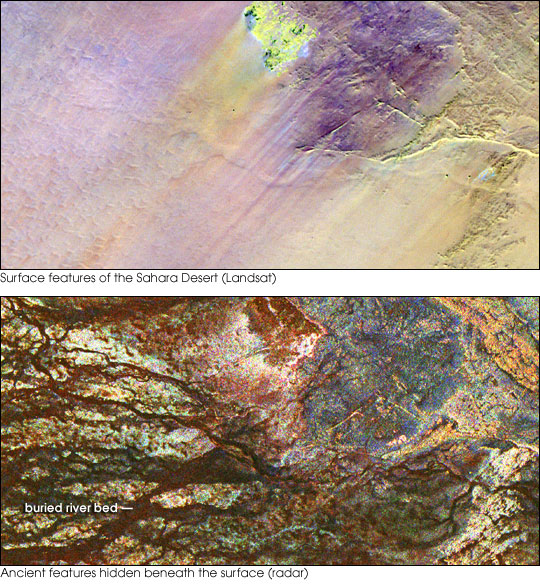
Ảnh trên thể hiện Ốc đảo Safsaf trên bề mặt Sahara. Ảnh dưới (sử dụng radar) là lớp đá dưới mặt đất, bộc lộ những kênh đen bị cắt bởi con sông uốn khúc cổ từng cấp nước cho ốc đảo.

Được bao bọc bởi biển Đại Tây Dương ở phía Tây, dãy núi Atlas và Địa Trung Hải ở phía Bắc, Biển Đỏ (Hồng Hải) và Ai Cập ở phía Đông; Sudan và thung lũng sông Niger ở phía Nam. Điểm cao nhất trong sa mạc là đỉnh núi Emi Koussi với độ cao 3415 m so với mực nước biển, thuộc dãy núi Tibesti phía Bắc nước Tchad.
Trong suốt kỷ nguyên băng hà, vùng Sahara đã từng ẩm ướt hơn ngày nay rất nhiều. Và cũng đã từng có rất nhiều loài động, thực vật sinh sống nơi đây. Tuy nhiên ngày nay,ngoại trừ vùng thung lũng sông Nin là có thể trồng được nhiều rau và một số ít nơi khác như vùng cao nguyên phía Bắc, gần Địa Trung Hải là có thể trồng cây ôliu còn phần lớn vùng này không thể canh tác được.
Với diện tích tương đương Hoa Kỳ nhưng chỉ có 2,5 triệu người sinh sống trong vùng. Chủ yếu tập trung ở Ai Cập, Mauritanie, Maroc và Algérie. Các dân tộc chính bao gồm chủng Tuareg, Ả Rập, và nhóm người da đen như Tubu, Nubians, Zaghawa, Kanuri, Peul hay Fulani, Hausa và Songhai.
Thành phố lớn nhất vùng là Cairo, thủ đô của Ai Cập nằm ở thung lũng sông Nin. Một số thành phố quan trọng khác bao gồm Nouakchott, thủ đô của Mauritanie; Tamanrasset, Algérie; Timbuktu, Mali; Agadez, Niger; Ghat, Libya; và Faya, Tchad.

## Lịch sử khí hậu

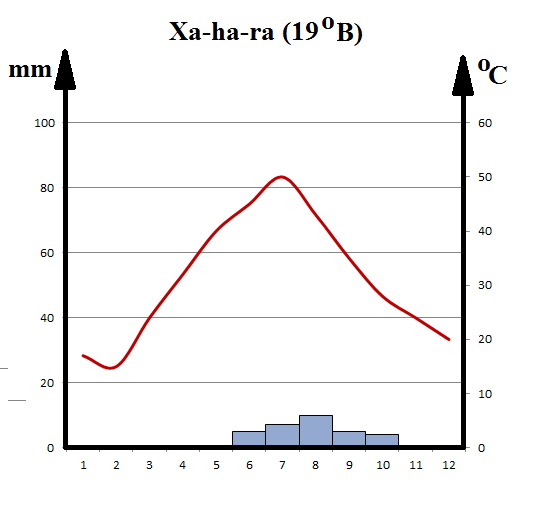
Biểu đồ Nhiệt độ, lượng mưa ở Sahara

Khí hậu Sahara đã trải qua những biến đổi to lớn giữa ẩm và khô trong vài trăm nghìn năm qua. Trong kỷ băng hà cuối cùng, Sahara lớn hơn ngày nay, trải dài xa hơn về phía nam so với biên giới hiện tại. Sự kết thúc của kỷ băng hà mang tới giai đoạn ẩm ướt hơn cho Sahara, từ khoảng năm 8000 TCN đến 6000 TCN, có lẽ vì các vùng áp suất thấp trên khắp các phiến băng đang sụp đổ ở phía bắc.
Khi các phiến băng đã mất đi, vùng phía bắc Sahara bắt đầu khô đi. Tuy nhiên, không lâu sau sự chấm dứt các phiến băng, gió mùa hiện nay mang mưa tới Sahel thổi xa hơn nữa về phía bắc và xung đột với xu hướng khô ở phía nam Sahara. Gió mùa tại châu Phi (và các nơi khác) xuất hiện vì sức nóng mùa hè. Không khí trên lục địa trở nên nóng hơn và tăng lên, kéo không khí ẩm và lạnh từ biển vào. Hiện tượng này gây ra mưa. Vì thế, một cách nghịch lý, Sahara từng ẩm hơn khi nó nhận được nhiều ánh nắng trong mùa hè. Trái lại, những thay đổi trong sự hấp thu nhiệt Mặt trời bị gây ra bởi những sự thay đổi trong tham số quỹ đạo Trái Đất.
Tới khoảng năm 2500 TCN, gió mùa rút về phía nam tới gần vị trí hiện nay, dẫn tới sự sa mạc hoá Sahara. Sahara hiện nay khô như điều kiện nó từng có trước kia khoảng 13.000 năm.

## Lịch sử

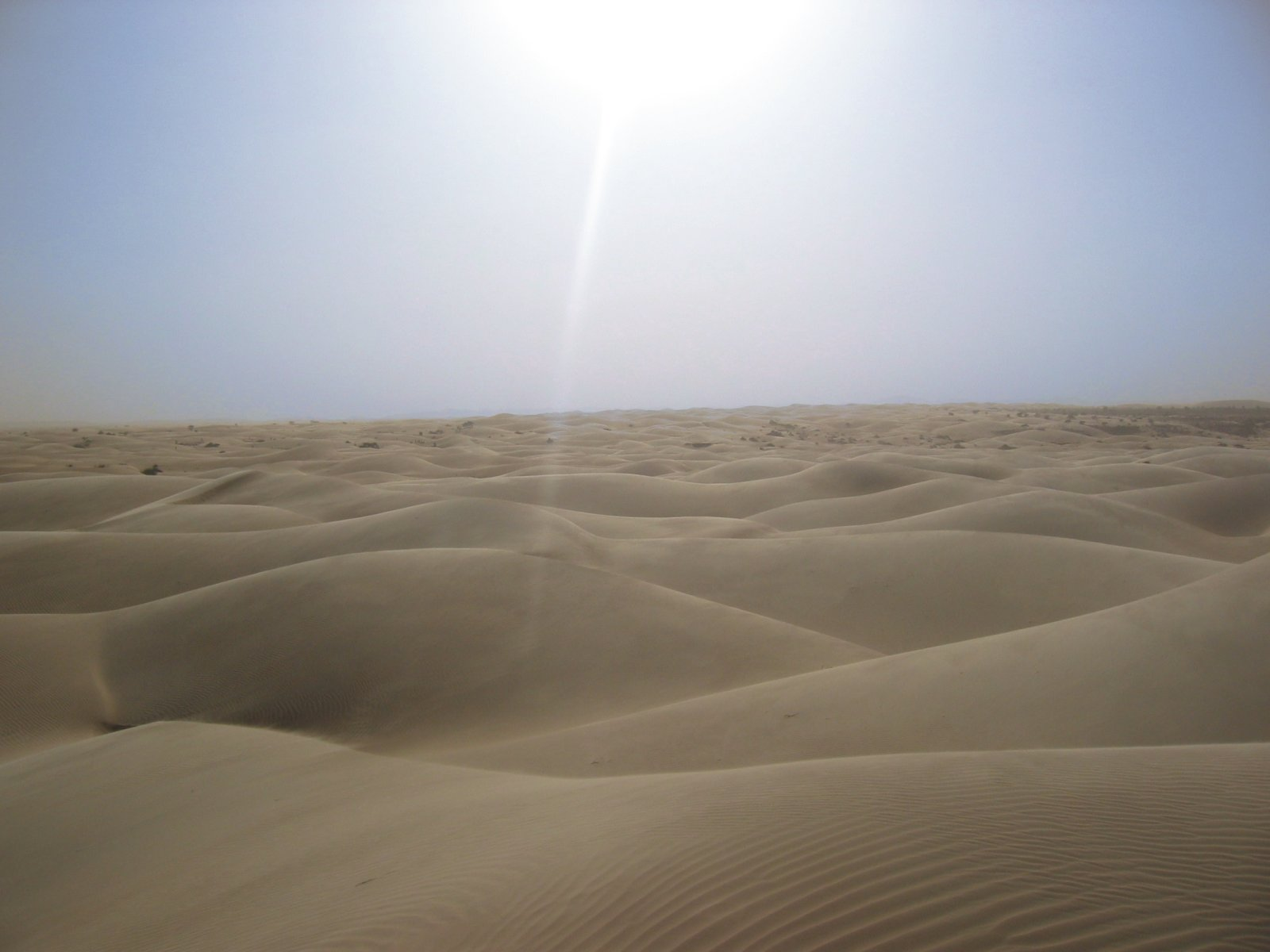
Mặt trời chiếu sáng trên các đụn cát Sahara.

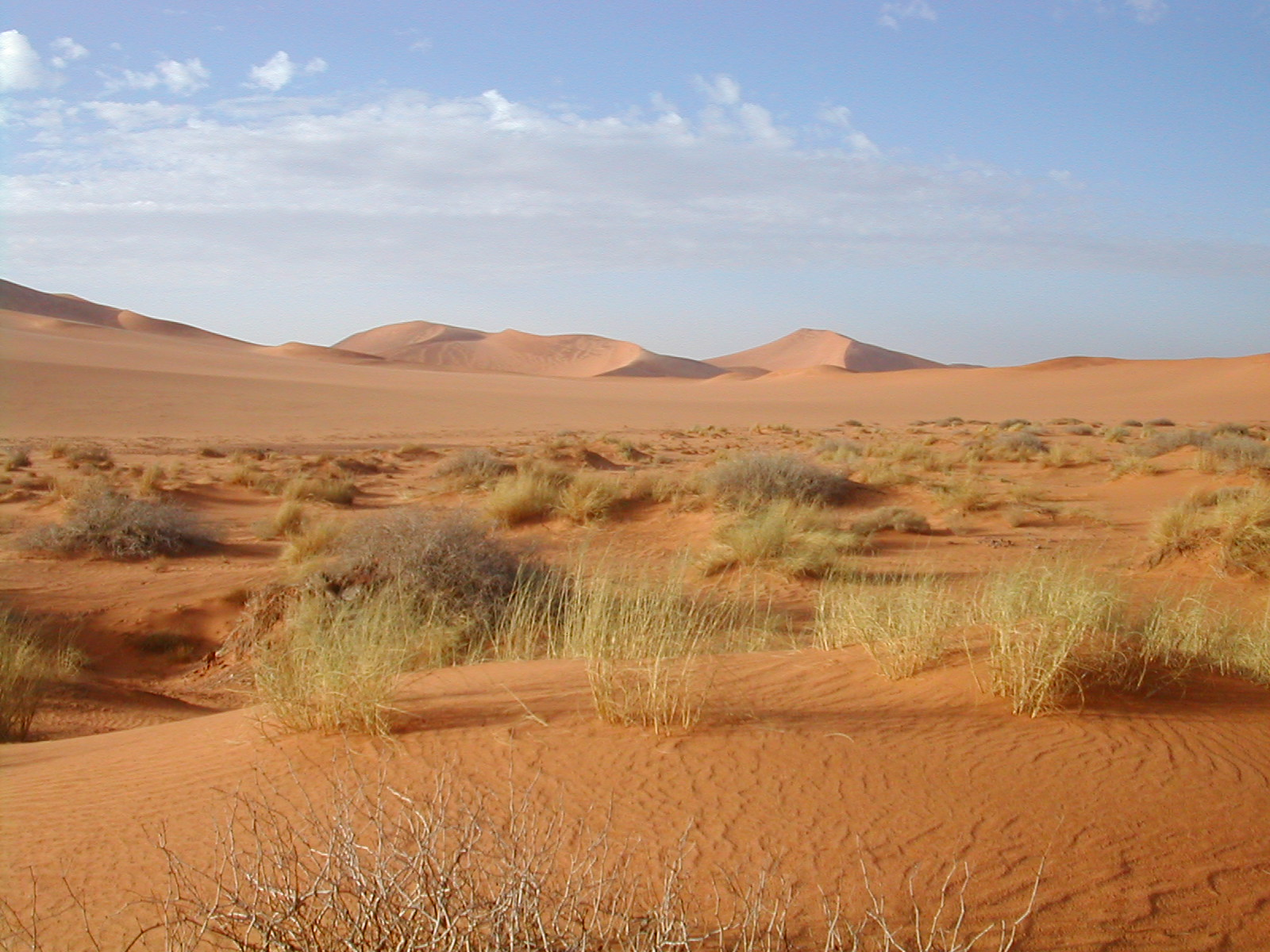
Sa mạc Sahara

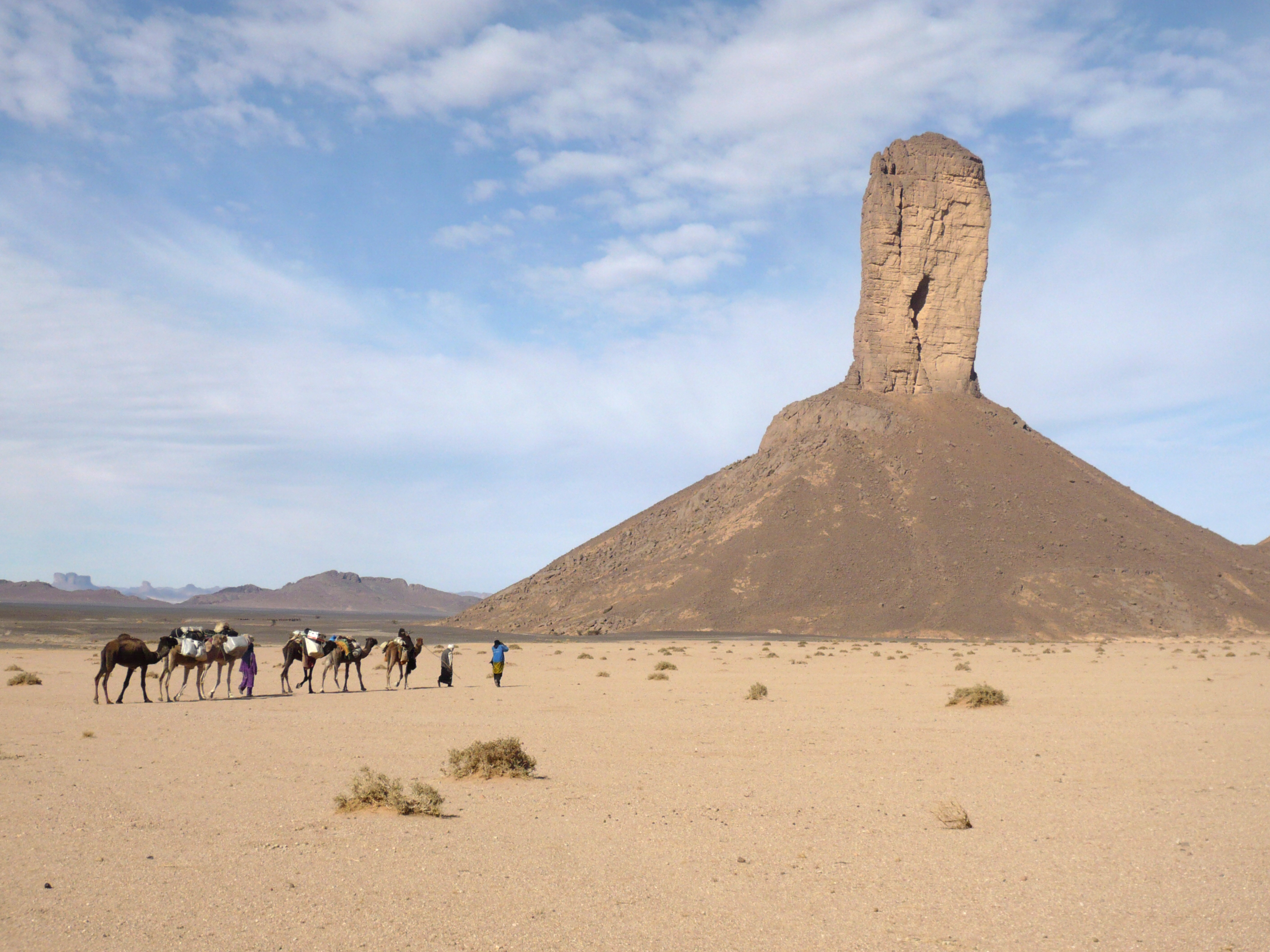
Một Butte (ngọn đồi đứng riêng rẽ) được điêu khắc tự nhiên bởi gió, tại Algerie

### Giai đoạn gia súc
Tới năm 6000 TCN các tiền triều đại Ai Cập ở vùng phía tây nam Ai Cập đã biết chăn nuôi gia súc và xây dựng những ngôi nhà lớn. Sự sinh sống tại các khu định cư cố định, có tổ chức trong xã hội tiền triều đại Ai Cập ở giữa thiên niên kỷ thứ 6 TCN tập trung chủ yếu vào ngũ cốc và gia súc nông nghiệp: gia súc, dê, lợn và cừu. Các đồ dùng kim loại thay thế các đồ dùng đá trước đó. Thuộc da gia súc, đồ gốm và dệt cũng đã xuất hiện nhiều trong thời kỳ này. Có những dấu hiệu cho thấy sự chiếm cứ theo mùa hay chỉ tạm thời của Al Fayyum trong thiên niên kỷ thứ 6 TCN, với các hành động tìm kiếm lương thực tập trung chủ yếu vào, câu cá, săn bắn và hái lượm. Các đầu mũi tên, dao và scraper đá có rất nhiều. Những đồ vật dùng trong mai táng như bình, đồ trang sức, công cụ nông nghiệp và săn bắn và các thực phẩm như thịt khô và hoa quả. Người chết được chôn quay mặt về hướng tây.

### Giai đoạn Berber
Người Phoenicia đã tạo ra một liên bang các vương quốc ngang qua toàn bộ Sahara tới Ai Cập, nói chung các vương quốc này đều nằm trên bờ biển nhưng cũng có một số trường hợp nằm trong sa mạc.
Tới năm 2500 TCN Sahara đã trở nên khô như ngày này và trở thành một bức tường chắn không thể xâm nhập đối với con người, chỉ có rải rác một số khu định cư xung quanh các ốc đảo, nhưng buôn bán và thương mại xuyên qua xa mạc hầu như chưa xuất hiện. Một trong những ngoại lệ chính là Thung lũng sông Nin. Tuy nhiên, con sông Nin có nhiều thác không thể vượt qua khiến thương mại và giao lưu khó thực hiện.
Ở khoảng thời gian nào đó giữa năm 633 và 530 TCN Hanno nhà hàng hải đã lập ra hay tăng cường các thuộc địa của Phoenicia ở phía Tây Sahara, nhưng mọi dấu tích quá khứ đều đã mất và thực sự không còn lại một dấu vết gì. Xem Lịch sử Tây Sahara.

### Hy Lạp
Tới năm 500 TCN ảnh hưởng mới từ Hy Lạp và Phoenicia đến tới vùng này. Các thương gia người Hy Lạp đi dọc bờ biển phía đông sa mạc, thành lập lên những khu vực buôn bán dọc theo bờ Biển Đỏ. Người Carthaginia đã khám phá bờ biển Đại tây dương của sa mạc. Vì thiếu nước và thị trường nên bước chân của con người chưa bao giờ vượt quá phía nam Maroc hiện nay. Vì thế, các nước bao quanh sa mạc ở phía bắc và phía đông; nó vẫn nằm ngoài quyền kiểm soát của các nước này. Những cuộc chinh phục của người du mục Berber vào sa mạc luôn làm những người sống bên rìa lo ngại.

### Văn minh đô thị
Một nền văn minh đô thị, Garamantes, đã phát triển trong khoảng thời kỳ này ở trung tâm Sahara, trong một thung lũng hiện được gọi là Wadi al-Ajal tại Fazzan, Libya. Nền văn minh Garamantes phát triển nhờ vào những con kênh đào qua các sườn thung lũng tới các ngọn núi dẫn nước vào các cánh đồng. Nền văn minh Garamantes trở nên đông đúc và mạnh mẽ, chinh phục những vùng xung quanh và bắt giữ nhiều nô lệ (để sử dụng vào việc mở rộng hệ thống kênh đào). Người Hy Lạp và người La Mã đã biết tới nền văn minh Garamantes và coi họ là những người du mục mọi rợ. Tuy nhiên, họ vẫn buôn bán với người Garamantes, và một bồn tắm La Mã đã được tìm thấy ở thủ đô Garama của Garamantes. Các nhà khảo cổ học đã tìm thấy tám thị trấn lớn và những khu định cư quan trọng khác trong lãnh thổ Garamantes. Nền văn minh Gartamantes cuối cùng đã sụp đổ sau khi họ không còn khai thác được nước ngầm dưới đất, và vì thế không thể tiếp tục mở rộng hệ thống kênh của mình vào sâu trong núi.

### Người Ả rập
Sự thay đổi lớn nhất trong lịch sử Sahara đến cùng cuộc chinh phục của người Ả rập, chính họ đã đưa lạc đà vào vùng này. Lần đầu tiên một mạng lưới thương mại hiệu quả xuyên sa mạc Sahara có thể thực thi. Các vương triều Sahel, đặc biệt là Đế quốc Ghana và Đế quốc Mali sau này trở nên hùng mạnh và giàu có nhờ xuất khẩu vàng và muối sang Bắc Phi. Các tiểu vương quốc dọc Địa trung hải đã mang hàng hóa và ngựa của họ xuống được phía nam. Muối được xuất khẩu từ chính Sahara. Quá trình này biến những cộng đồng ốc đảo rải rác trở thành các trung tâm thương mại, và nằm dưới quyền kiểm soát của các đế quốc trên bờ sa mạc.
Hệ thống thương mại này đã tồn tại qua hàng thế kỷ tới khi sự phát triển ở châu Âu và sự phát triển kỹ thuật hàng hải cho phép các con tàu, ban đầu từ Bồ Đào Nha nhưng ngay sau đó là toàn bộ Tây Âu, đi quanh sa mạc và thu thập các nguồn tài nguyên ở Guinea. Sahara nhanh chóng rơi lại vào tình trạng cô lập.
Các cường quốc thuộc địa cũng không chú trọng tới vùng này, nhưng ở thời hiện đại một số mỏ và các cộng đồng dân cư đã được phát triển để khai thác các nguồn tài nguyên thiên nhiên trong sa mạc. Các nguồn tài nguyên này gồm khối lượng lớn khoáng sản dầu mỏ và khí tự nhiên ở Algérie và Libya cũng như một lượng lớn khoáng sản phosphate tại Maroc và Tây Sahara.
Những sự phân tích mtDNA  đã cho thấy rằng nhiều cộng đồng dân cư đã góp phần tạo nên sắc dân hiện nay ở vùng Nam Maroc gồm Berber, Ả rập, Phoenicia, Sephardic Do Thái, và người Phi Hạ Sahara. Trên toàn bộ Sahara, người Berber, Ả rập, và người Phi Hạ Sahara đều có liên quan về mặt di truyền.

## Những đất nước trong khu vực Sahara
- Algérie
- Tchad
- Ai Cập
- Libya
- Maroc
- Mauritanie
- Mali
- Niger
- Sudan
- Tunisia
- Tây Sahara

## Sách tham khảo
- Michael Brett and Elizabeth Frentess. The Berbers. Blackwell Publishers. 1996.
- Charles-Andre Julien. History of North Africa: From the Arab Conquest to 1830. Praeger, 1970.
- Abdallah Laroui. The History of the Maghrib: An Interpretive Essay. Princeton, 1977.
- Hugh Kennedy. Muslim Spain and Portugal: A Political History of al-Andalus. Longman, 1996.
- Fezzan Project - Palaeoclimate and environment Lưu trữ ngày 7 tháng 6 năm 2009 tại Wayback Machine - retrieved March 15 2006